# Ons Jabeur

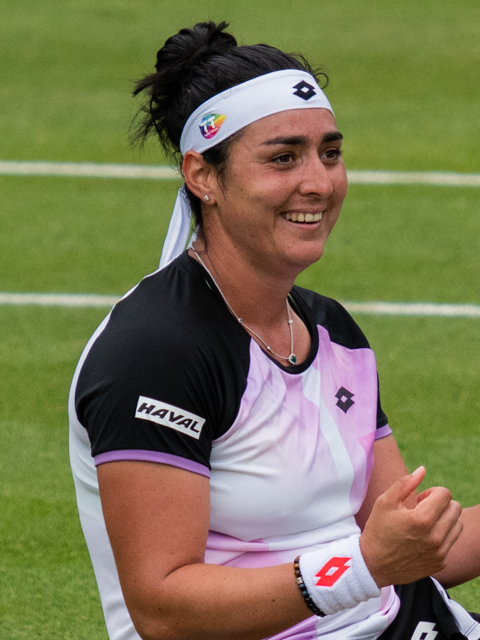
Birmingham 2021

Ons Jabeur (Ksar Hellal, 28 augustus 1994) is een tennisspeelster uit Tunesië. Zij begon op zesjarige leeftijd met tennis. Haar favoriete ondergrond is gravel. Zij speelt rechtshandig en heeft een tweehandige backhand. Zij is actief in het internationale tennis sinds 2008.

## Loopbaan

### Enkelspel
Haar grootste successen boekte zij als junior, door in 2011 Roland Garros voor meisjes te winnen, waar zij in 2010 ook al in de finale stond.
Jabeur debuteerde in 2008 op het ITF-toernooi van El Menzah (Tunesië). Zij stond in 2009 voor het eerst in een finale, op het ITF-toernooi van Monastir (Tunesië) – zij verloor van de Nederlandse Elise Tamaëla. In 2010 veroverde Jabeur haar eerste titel, op het ITF-toernooi van Antalya (Turkije), door de Poolse Sandra Zaniewska te verslaan. Tot op heden(september 2023) won zij elf ITF-titels, de meest recente in 2018 in Manchester (Engeland).
In 2012 nam Jabeur voor Tunesië deel aan de Olympische Spelen in Londen – zij verloor haar openingspartij van de Duitse Sabine Lisicki.
In 2014 plaatste zij zich via het kwalificatietoernooi voor het US Open. Ook op het Australian Open van 2015 wist zij zich te kwalificeren voor het hoofdtoernooi. In 2016 nam zij weer deel aan de Olympische Spelen, in Rio de Janeiro – ook nu verloor zij in de eerste ronde, van Russin Darja Kasatkina.
In 2018 stond Jabeur voor het eerst in een WTA-finale, in Moskou – deze verloor zij van de thuisspelende Darja Kasatkina.
Op het Australian Open 2020 bereikte zij de kwartfinale, door onder meer Johanna Konta, Caroline Garcia en Caroline Wozniacki te verslaan. Daarmee kwam zij binnen op de top 50 van de wereldranglijst.
In 2021 won Jabeur haar eerste WTA-titel, op het toernooi van Birmingham – in de finale versloeg zij Russin Darja Kasatkina. In augustus kwam zij binnen op de top 20. In oktober bereikte zij de halve finale op het WTA-toernooi van Indian Wells – daarmee maakte zij haar entree op de top tien van de wereldranglijst.
In 2022 won Jabeur haar tweede titel op het WTA 1000-toernooi van Madrid – in de finale versloeg zij de Amerikaanse Jessica Pegula. In juni, na haar derde titel, in Berlijn, steeg zij naar de tweede plek op de wereldranglijst. Op Wimbledon bereikte zij de finale, die zij in drie sets verloor van de Kazachse Jelena Rybakina. Ook op het US Open bereikte zij de finale – deze verloor zij van de Poolse Iga Świątek.
In 2023 won Jabeur haar vierde titel op het WTA 500-toernooi van Charleston – in de finale versloeg zij de Zwitserse Belinda Bencic. Voor het tweede jaar op rij wist zij op Wimbledon de finale te bereiken, maar zij verloor wederom, ditmaal van Markéta Vondroušová, in twee sets. In september won zij haar vijfde titel, op het WTA 250-toernooi van Ningbo – in de finale klopte zij de negentienjarige Diana Sjnajder.

### Dubbelspel
Jabeur is weinig actief in het dubbelspel. Na het winnen van de dubbelspeltitel op het ITF-toernooi van Casablanca (2010), samen met de Slowaakse Katarína Baranová, speelde Jabeur lange tijd geen rol van betekenis in het dubbelspel, tot zij in februari 2019 op het WTA-toernooi van Doha de halve finale bereikte, samen met de Amerikaanse Alison Riske.
Jabeur stond in 2021 voor het eerst in een WTA-finale, op het toernooi van Birmingham, samen met de Australische Ellen Perez – zij verloren van het Tsjechische koppel Marie Bouzková en Lucie Hradecká.

### Tennis in teamverband
In de periode 2011–2020 maakte Jabeur deel uit van het Tunesische Fed Cup-team – zij behaalde daar een winst/verlies-balans van 37–13.

## Posities op deWTA-ranglijst
Positie per einde seizoen:
| jaar | rang enkelspel | rang dubbelspel |
| ---- | -------------- | --------------- |
| 2010 | 601            | 778             |
| 2011 | 1209           | –               |
| 2012 | 264            | –               |
| 2013 | 139            | –               |
| 2014 | 146            | –               |
| 2015 | 210            | –               |
| 2016 | 193            | –               |
| 2017 | 88             | 835             |
| 2018 | 62             | –               |
| 2019 | 77             | 179             |
| 2020 | 31             | 215             |
| 2021 | 10             | 160             |
| 2022 | 2              | 258             |

## Palmares
| Legenda                 |
| ----------------------- |
| Grandslamtoernooi       |
| Olympische Spelen       |
| Year-End Championships  |
| Premier Mandatory       |
| Premier Five / WTA 1000 |
| Premier / WTA 500       |
| International / WTA 250 |
| Challenger / WTA 125    |

### Overwinningen op een regerend nummer 1
Jabeur heeft tot op heden eenmaal een partij tegen een op dat ogenblik heersend leider van de wereldranglijst gewonnen (peildatum 11 januari 2019):
| nr. | datum      | toernooi   | ronde        | tegenstandster | score     |         |
| --- | ---------- | ---------- | ------------ | -------------- | --------- | ------- |
| 1.  | 2018-09-30 | WTA Peking | eerste ronde | Simona Halep   | 6-1, opg. | details |

### WTA-finaleplaatsen enkelspel
| nr.              | finale     | toernooi       | ondergrond    | tegenstandster      | score          |         |
| ---------------- | ---------- | -------------- | ------------- | ------------------- | -------------- | ------- |
| gewonnen finales |            |                |               |                     |                |         |
| 1.               | 2021-06-20 | WTA Birmingham | gras          | Darja Kasatkina     | 7-5, 6-4       | details |
| 2.               | 2022-05-07 | WTA Madrid     | gravel        | Jessica Pegula      | 7-5, 0-6, 6-2  | details |
| 3.               | 2022-06-19 | WTA Berlijn    | gras          | Belinda Bencic      | 6-3, 2-1, opg. | details |
| 4.               | 2023-04-09 | WTA Charleston | gravel        | Belinda Bencic      | 7-6, 6-4       | details |
| 5.               | 2023-09-30 | WTA Ningbo     | hardcourt     | Diana Sjnajder      | 6-2, 6-1       | details |
| verloren finales |            |                |               |                     |                |         |
| 1.               | 2018-10-20 | WTA Moskou     | hardcourt (i) | Darja Kasatkina     | 6-2, 6-7, 4-6  | details |
| 2.               | 2021-04-18 | WTA Charleston | gravel        | Astra Sharma        | 6-2, 5-7, 1-6  | details |
| 3.               | 2021-10-03 | WTA Chicago    | hardcourt     | Garbiñe Muguruza    | 6-3, 3-6, 0-6  | details |
| 4.               | 2022-04-10 | WTA Charleston | gravel        | Belinda Bencic      | 1-6, 7-5, 4-6  | details |
| 5.               | 2022-05-15 | WTA Rome       | gravel        | Iga Świątek         | 2-6, 2-6       | details |
| 6.               | 2022-07-09 | Wimbledon      | gras          | Jelena Rybakina     | 6-3, 2-6, 2-6  | details |
| 7.               | 2022-09-10 | US Open        | hardcourt     | Iga Świątek         | 2-6, 6-7       | details |
| 8.               | 2023-07-15 | Wimbledon      | gras          | Markéta Vondroušová | 4-6, 4-6       | details |

### WTA-finaleplaatsen vrouwendubbelspel
| nr.              | finale     | toernooi       | ondergrond | partner     | tegenstandsters               | score            |         |
| ---------------- | ---------- | -------------- | ---------- | ----------- | ----------------------------- | ---------------- | ------- |
| gewonnen finales |            |                |            |             |                               |                  |         |
| geen             |            |                |            |             |                               |                  |         |
| verloren finales |            |                |            |             |                               |                  |         |
| 1.               | 2021-06-20 | WTA Birmingham | gras       | Ellen Perez | Marie Bouzková Lucie Hradecká | 4-6, 6-2, [8-10] | details |

## Resultaten grandslamtoernooien
| Legenda | Legenda                          |
| ------- | -------------------------------- |
| g.t.    | geen toernooi gehouden           |
| l.c.    | lagere categorie                 |
| –       | niet deelgenomen                 |
| G       | uitgeschakeld in de groepsfase   |
| 1R      | uitgeschakeld in de eerste ronde |
| 2R      | uitgeschakeld in de tweede ronde |
| 3R      | uitgeschakeld in de derde ronde  |
| 4R      | uitgeschakeld in de vierde ronde |
| KF      | uitgeschakeld in de kwartfinale  |
| HF      | uitgeschakeld in de halve finale |
| F       | de finale verloren               |
| W       | het toernooi gewonnen            |
| w-v     | winst/verlies-balans             |

### Enkelspel
| toernooi        | 2014 | 2015 |    | 2017 | 2018 | 2019 | 2020 | 2021 | 2022 | 2023 | 2024 | 2025 |
| --------------- | ---- | ---- | -- | ---- | ---- | ---- | ---- | ---- | ---- | ---- | ---- | ---- |
| Australian Open | –    | 1R   | –  | 1R   | 1R   | KF   | 3R   | –    | 2R   | 2R   | 3R   |      |
| Roland Garros   | –    | –    | 3R | –    | 1R   | 4R   | 4R   | 1R   | KF   | KF   | 1R   |      |
| Wimbledon       | –    | –    | 1R | 2R   | 1R   | g.t. | KF   | F    | F    | 3R   |      |      |
| US Open         | 1R   | –    | 2R | 1R   | 3R   | 3R   | 3R   | F    | 4R   | –    |      |      |

### Vrouwendubbelspel
| toernooi        | 2019 | 2020 | 2021 |
| --------------- | ---- | ---- | ---- |
| Australian Open | –    | 3R   | 2R   |
| Roland Garros   | –    | –    | –    |
| Wimbledon       | 1R   | g.t. | –    |
| US Open         | 2R   | –    | –    |